# Phytomyza aquilonia
Phytomyza aquilonia är en tvåvingeart som beskrevs av Frey 1946. Phytomyza aquilonia ingår i släktet Phytomyza och familjen minerarflugor. Arten är reproducerande i Sverige. Inga underarter finns listade i Catalogue of Life.